# 472

## Събития
- Изригване на вулкана Везувий.

## Починали
- 18 август – Рицимер, командващ армията на Западната Римска империя (* 405 г.)
- 23 октомври – Олибрий, западноримски император